# Vignale
För andra betydelser, se Vignale (olika betydelser).

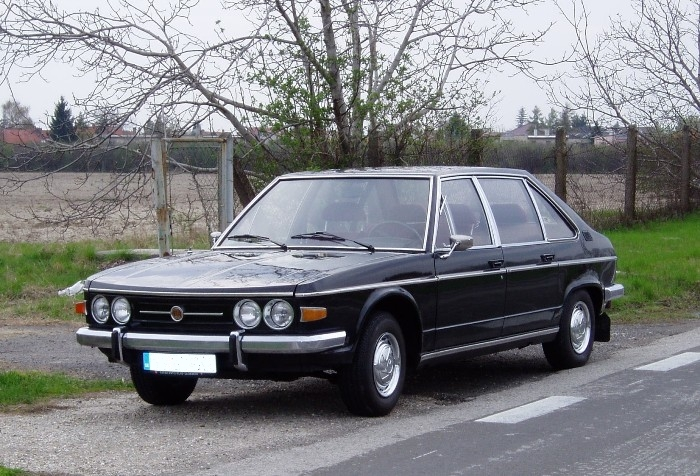
Tatra T613 i ursprungsversionen ritades av Vignale.

Vignale, Carrozzeria Alfredo Vignale, var en italiensk karosseri- och designfirma.
Vignale började sin verksamhet 1948. Företagets kunder var italienska biltillverkare som Cisitalia, Alfa Romeo, Ferrari, Fiat, Maserati och Lancia. Ett av deras mest kända uppdrag utanför Italien var Tatra T613. Karosser tillverkade man bl.a. för Jensen Motors (Jensen Interceptor) Företaget köptes av Ghia 1969 och upphörde 1974. Giovanni Michelotti arbetade för Vignale i början av sin karriär och ritade flera Ferrari-modeller för Vignale.